# Carl Tomaselli il Vecchio
Carl Tomaselli (Vienna, 7 ottobre 1809 – Salisburgo, 8 febbraio 1887) è stato un imprenditore austro-ungarico. Fu fondatore del Café Tomaselli.

## Biografia
Carl Tomaselli era figlio del cantante d'opera di corte Giuseppe Tomaselli e della sua seconda moglie Antonia Honikel. Gli attori Franz, Ignaz e Katharina sono i suoi fratelli e sorella.
La dote di sua madre portò un caffè in famiglia. Il Tomaselli s'era formato come pasticciere, e in seguito riprese il mestiere. Con effetto dal 12 marzo 1852 comprò la Staigersche Kaffeehaus di Josefa Staiger nellʾAlt Markt di Salisburgo per farne il Café Tomaselli; il prezzo d'acquisto fu di 36.000 fiorini.
Il Tomaselli sposò Mathilde Fuchs (1814-1887) ed ebbe un figlio con lei: Carl il Giovane, che continuò l'impresa del Café Tomaselli.
Carl il Vecchio morì l'8 febbraio 1887 a Salisburgo e vi fu sepolto (insieme alla moglie) nel cimitero municipale.